# 黒河内夢路
黒河内 夢路（くろこうち ゆめじ）は、SNK（SNKプレイモア）の対戦型格闘ゲーム『サムライスピリッツ』シリーズに登場する架空の人物。担当声優は斎賀みつき。

## 概要
『サムライスピリッツ零』の中ボスとして初登場した。PlayStation 2版『零』ではプレイヤーキャラクターとして使用可能になり、PlayStation 2版用に書き下ろされたストーリーもある。
『零』のマイナーアップバージョンの『サムライスピリッツ零SPECIAL』には登場していないが、『サムライスピリッツ 天下一剣客伝』で再登場する（初めてアーケード版から使用可能）。

## キャラクターの設定
橘右京の師、黒河内左近の子。幼い頃から父である左近に剣術（居合）を教わり、徐々にその天賦の才を発揮するが、15歳のときに身体的な問題で家を追われることとなる。それから3年後、兇國日輪守我旺に出会い、彼の臣下となる。
右京とは同門であるためか、見た目や動作は右京と類似している。技も右京のものと共通する技に加えて、幻術も駆使する（体得した経緯は明らかにされていない）。また、刀は右京と同様に自作で名前も付けておらず、その刀や鞘の形も右京のものと同じ。
我旺に心酔していた『零』では我旺の命により、彼のために集う剣豪を探し回っている。さらには「如何に小さな禍根であろうと断て」との命令を受けており、彼に逆らうならば子供であろうと容赦しない。ストーリー内では、夢路によって殺された武士であった父親の仇を討とうとした子供を斬り殺している。
右京のエンディングでは彼に自分を殺すように言うが、髪だけを切られる。羅刹丸のエンディングでは出家した姿で登場して、彼の首を斬り落とした。
『天下一剣客伝』では一介の剣客として御前試合に参じたのことで、幻術を使うことはない。幕府転覆に加担していたことを悔いている様子で、「血戦」（COM戦のラストボス直前の試合）で我旺が登場すると彼を諭す発言をする。その一方、首を斬った羅刹丸から追われる身ともなっている。魔界の住人だったために首を治すことができた羅刹丸は、かなり頭にきている模様。
『零』の時から相手に対しては敬語を使う（怒ると、少し荒れ気味の口調になる）。シリーズ内でプレイヤーキャラクターとして出てくる動物キャラクターに対しても敬語で話しかけ、『天下一剣客伝』ではパピーのことを「犬殿」、シクルゥ&ママハハを「狼殿、鷹殿」、パクパクを「猿殿」というように動物の種類名に「殿」をつけて呼ぶ。さらに、『零』でのパピーとの対戦前のやり取りでは、パピーは“ワンワン!”と吠えているだけなのに、パピーが伝えたいことを日本語に訳して理解している。
『天下一剣客伝』をチャムチャムでCOM戦をプレイしている時に夢路と対戦する際には、夢路は彼女を迷子だと思い込んでいることが判明する。また､同作品ではチャンプルが真鏡名ミナといつも一緒にいることを知っている。

## ゲーム上の特徴
右京のドット絵などを元にして作られたコンパチキャラクターであり、ゲーム上は『天草降臨』までの羅刹右京がベースとなっている（つまり、羅刹丸やレラとは作られた事情が違う）。
『零』でのみ使用する幻術は、作品内の他のキャラクターに変身（どのキャラクターに変身するかは必殺技を参照）して、そのキャラクターの一部の技を使う、といったものである。一部の幻術は変身中・解除中とも無敵時間がある。
『天下一剣客伝』では前述の通り、幻術技を使わないかわりに幾つか新技が追加されている。

## 技の解説

### 通常技、特殊技
（正式名称不明）
小ジャンプで、しゃがみ強斬り（あるいは右京の「秘剣 ツバメ返し」）のように刀を振り下ろす特殊技。『零SP』までの右京の「不意打ち」と同様のものである。

### 必殺技
秘剣 陽炎〔かげろう〕
居合の構えで気を練り、素早く抜刀して三日月形の飛び道具を発生させる。発生は遅いが、飛び道具としての突進速度は結構速い。遠距離での牽制や起き攻めに向いている。
秘剣 ささめゆき・閃
右京が使う「秘剣 ささめゆき」の性能違い。右京と同様に果物（この場合は柿）を投げた後に連続で斬撃するが、斬撃がヒットすると相手を吸い込んでロックして、そのまま斬撃を撃ち込む（33斬）。ガードされた場合、刀を納めているときが最大のスキ（強斬りの場合は結構長め）となるので使いにくいことが多い。しかしながら、攻撃中に相手はガードしかできないので、相手の体力が残り少なくなってきたときに使ってみると効果的。ただ、『天下一剣客伝』では相手が剣スピリッツの場合だと、完全ガードからのガードキャンセルをされてしまう場合がある。
以下は『零』のみで使用可能である幻術技。
アンヌ ムツベ
ナコルルに変身して行う下段突進技。対CPU夢路戦では使用数が最も多い技。
三連殺
牙神幻十郎に変身して行う突進技。対CPU夢路戦では「アンヌ ムツベ」と同様に使用数が最も多い技でもある。終わり際に幻十郎と同じ台詞を言う。連続コマンドではないので、1コマンドで全部自動で行い、ヒットすると威力もかなりのもの。
モズ落とし
服部半蔵に変身して行う投げ技。対CPU夢路戦では、近距離攻撃をすると仕掛けてくる。また、変身中・解除中に無敵時間があり、たとえ近距離で攻めまくったとしても、これを利用して投げられて切り返されることもある。また、無敵時間中は投げも効かない。
弧月斬
覇王丸に変身して行う対空技。夢路が行う「弧月斬」は強斬りバージョン。
跳尾獅子
千両狂死郎に変身して行う打撃技の一種。薙刀を体の支えにして、全身を炎に纏いながら蹴りを出してくる。近距離で当たり、相手がガード状態ならば、かなり体力を削れることができる場合もある。
バイオネットラージュ
シャルロットに変身して、非常に長いリーチの突きを放つ飛び道具の一種。
ルプシ カムイ ウェイサンペコル
リムルルに変身して行う突進技。リムルルの技とは違い、いきなり前宙の状態で飛び込んできて尻餅をつく。対CPU夢路戦では近距離での接戦中に割り込みとして使われることが多い。
ツバメ返し
右京に変身して行う打撃技。オリジナルは空中で出す技だが、夢路の場合は地上でのみ変身できるようになっているので空中では繰り出せない。変身後の突進速度が緩やかで、対CPU夢路戦でも使われることが滅多にない。
心眼刀
柳生十兵衛に変身して行う当て身打ち技。成功時のセリフは十兵衛と夢路の口調が混じったものである。これも対CPU夢路戦での使用頻度は低い。
椿
徳川慶寅に変身して行う突進技。こちらも対CPU夢路戦での使用頻度は低いほうである。
以下は『天下一剣客伝』で追加された新技。
秘剣 草蛍〔くさぼたる〕
分かりやすく言えば、夢路版「秘剣 ツバメ返し」だが、初代や『真』の右京のように燕型の気の飛び道具を放つ。振り下ろす剣自体には攻撃判定がなく、この飛び道具だけに攻撃判定が存在する。幻術技の「ツバメ返し」とは違い、こちらは空中技となっている。退き込み（バックステップ）中での入力が可能となっており、牽制として使え、投げで崩した後の起き攻めにも使える。
秘剣 泡影〔ほうよう〕
特殊な突進技。見た目は『零』で使った幻術動作を思わせるような感じである。押すボタンによって、動作が異なる。弱斬り版は一瞬消えて素早く相手の前に詰め寄り、柄を打ちつける。中斬り版は弱斬り版と同様に移動して、相手を斬りつける。強斬り版は素早く相手の後ろに回りこんで斬りつける（右京も『零』以降の踏み込み（ダッシュ）中斬りが同様の動作となっている）が、あまり距離が離れていると回り込めず隙を作る。
口伝 雪風巻〔ゆきしまき〕 -露花〔つゆばな〕-
対空系の技。刀を素早く抜いてすぐに納めると、斜め上方に伸びる剣閃が発生する。一連の動作は右京の「秘剣 神送り」に似ている。連続技に組み込めるが、しゃがんでいる相手には当たりにくい。
口伝 雪風巻 -霙花〔みぞればな〕-
「露花」からの派生技。剣閃がさらに斜め上方へと伸びる。
口伝 雪風巻 -霰花〔あらればな〕-
こちらも「露花」からの派生技。剣閃が途中で斜め下方に方向転換する。
口伝 雪風巻 -鉤草〔かぎぐさ〕-
「露花」の下段版。地面すれすれに剣閃が発生する。連続技にはこちらの方が安定して組み込める。
口伝 雪風巻 -鋏草〔はさみぐさ〕-
「鉤草」からの派生技。剣閃が途中で斜め上方に方向転換する。
口伝 雪風巻 -鏑草〔かぶらぐさ〕-
こちらも「鉤草」からの派生技。剣閃がさらに前方へと伸びる。
なお、「口伝 雪風巻」の初出は『零』の公式サイトに掲載された小説『サムライスピリッツ零〜黄泉の黎明〜』である。

### 武器飛ばし技、秘奥義
神夢想一刀流奥義 御神薙〔みかなぎ〕
夢路版「夢想残光霞」で、武器飛ばし技。ヒットすると、高速で相手の周囲を回りながら何度か斬りつけて、最後に刀を納めた瞬間、時間差によって相手が大きな傷を受けてスローモーションで浮く。『零』（プレイヤー版のみ）と『天下一剣客伝』での違いはないが、『天下一剣客伝』では入力成功後は画面が一瞬止まるためか、刀を回しながら鞘に入れて、居合の構えを一瞬だけ取るという動作がある。連続技に組み込みやすい。また、ガードされたときのスキは大きい。
秘奥義 垣神〔かきがみ〕
『天下一剣客伝』に登場した新技。その名の通り、秘奥義で「口伝 雪風巻」の強化版。「口伝 雪風巻」を一度繰り出し、さらに上・中・下段と派生させる。連続技に組み込みやすいが、こちらもガードされるとスキが大きく出てしまう。

## その他
- このキャラクターは容姿や声、上記の設定にある「身体的な問題」などからして女性説の声も高いが、プロフィール上の関係および『零』のストーリーにも記載されている上記の生い立ちなどでは性別不詳である。SNKプレイモアおよび悠紀エンタープライズからは性別がどちらなのかは公表されていない。
- 神夢想一刀流については「橘右京」の欄を参照。
- ゲーム上ではわからないが、右京より背が低い（夢路は5尺7寸、右京は5尺8寸）。覇王丸とは身長が同じである。
- 母親の雪路（『零』の右京のオープニングに登場）と髪型が一緒である。

## 関連人物
- 橘右京 - 同門にして親友
- 兇國日輪守我旺 - 主君
- 羅刹丸 - 後に命を狙われる
- 萬三九六 - （一応は）同僚